# Gabès Médina
Pour les articles homonymes, voir Médina.
Gabès Médina est une délégation tunisienne dépendant du gouvernorat de Gabès.
En 2004, elle compte 47 057 habitants dont 23 804 hommes et 23 253 femmes répartis dans 10 778 ménages et 12 096 logements.